# Bemannade ISS-expeditioner
Lista över bemannade expeditioner på den internationella rymdstationen.

## Avslutade
| Expedition    | Insignia                                                               | Besättning                                                           | Uppskjutning                                         | Uppskjutning                                              | Landning                                                  | Landning                                                  | Färdtid (dagar)              |
| Expedition    | Insignia                                                               | Besättning                                                           | Datum                                                | Farkost                                                   | Datum                                                     | Farkost                                                   | Färdtid (dagar)              |
| ------------- | ---------------------------------------------------------------------- | -------------------------------------------------------------------- | ---------------------------------------------------- | --------------------------------------------------------- | --------------------------------------------------------- | --------------------------------------------------------- | ---------------------------- |
| Expedition 1  |                                                                        | William M. Shepherd Sergej Krikaljov Jurij Gidzenko                  | 31 oktober 2000 07:52 UTC                            | Sojuz TM-31                                               | 21 mars 2001 07:33 UTC                                    | STS-102                                                   | 140.98                       |
| Expedition 2  |                                                                        | Jurij Usatjov James S. Voss Susan J. Helms                           | 8 mars 2001 11:42 UTC                                | STS-102                                                   | 22 augusti 2001 19:24 UTC                                 | STS-105                                                   | 167.28                       |
| Expedition 3  |                                                                        | Frank L. Culbertson Michail Tiurin Vladimir Dezjurov                 | 10 augusti 2001 21:10 UTC                            | STS-105                                                   | 17 december 2001 17:56 UTC                                | STS-108                                                   | 128.86                       |
| Expedition 4  |                                                                        | Jurij Onufrijenko Carl E. Walz Daniel W. Bursch                      | 5 december 2001 22:19 UTC                            | STS-108                                                   | 19 juni 2002 09:57 UTC                                    | STS-111                                                   | 195.82                       |
| Expedition 5  |                                                                        | Valerij Korzun Sergej Tresjtjov Peggy A. Whitson                     | 5 juni 2002 21:22 UTC                                | STS-111                                                   | 7 december 2002 19:37 UTC                                 | STS-113                                                   | 184.93                       |
| Expedition 6  |                                                                        | Kenneth D. Bowersox Donald R. Pettit Nikolaj Budarin                 | 24 november 2002 00:49 UTC                           | STS-113                                                   | 4 maj 2003 02:04 UTC                                      | Sojuz TMA-1                                               | 161.05                       |
| Expedition 7  |                                                                        | Jurij Malentjenko Edward T. Lu                                       | 26 april 2003 03:53 UTC                              | Sojuz TMA-2                                               | 28 oktober 2003 02:40 UTC                                 | Sojuz TMA-2                                               | 184.93                       |
| Expedition 8  |                                                                        | C. Michael Foale Aleksandr Kaleri                                    | 18 oktober 2003 05:38 UTC                            | Sojuz TMA-3                                               | 30 april 2004 00:11 UTC                                   | Sojuz TMA-3                                               | 194.77                       |
| Expedition 9  |                                                                        | Gennadij Padalka E. Michael Fincke                                   | 19 april 2004 03:19 UTC                              | Sojuz TMA-4                                               | 24 oktober 2004 00:32 UTC                                 | Sojuz TMA-4                                               | 185.66                       |
| Expedition 10 |                                                                        | Leroy Chiao Salizjan Sjaripov                                        | 14 oktober 2004 03:06 UTC                            | Sojuz TMA-5                                               | 24 april 2005 22:08 UTC                                   | Sojuz TMA-5                                               | 192.79                       |
| Expedition 11 |                                                                        | Sergej Krikaljov John L. Phillips                                    | 15 april 2005 00:46 UTC                              | Sojuz TMA-6                                               | 11 oktober 2005 01:09 UTC                                 | Sojuz TMA-6                                               | 179.02                       |
| Expedition 12 |                                                                        | William S. McArthur Valerij Tokarev                                  | 1 oktober 2005 03:54 UTC                             | Sojuz TMA-7                                               | 8 april 2006 23:48 UTC                                    | Sojuz TMA-7                                               | 189.01                       |
| Expedition 13 |                                                                        | Pavel Vinogradov Jeffrey N. Williams                                 | 30 mars 2006 02:30 UTC                               | Sojuz TMA-8                                               | 28 september 2006 01:13 UTC                               | Sojuz TMA-8                                               | 182.65                       |
| Expedition 13 | Thomas Reiter                                                          | 4 juli 2006 18:38 UTC                                                | STS-121                                              | Överförd till Expedition 14                               | Överförd till Expedition 14                               | Överförd till Expedition 14                               |                              |
| Expedition 14 |                                                                        | Michael E. Lopez-Alegria Michail Tiurin                              | 18 september 2006 04:09 UTC                          | Sojuz TMA-9                                               | 21 april 2007 12:31 UTC                                   | Sojuz TMA-9                                               | 215.35                       |
| Expedition 14 | Thomas Reiter                                                          | Överförda från Expedition 13                                         | Överförda från Expedition 13                         | 21 december 2006 22:32 UTC                                | STS-116                                                   | 171.16                                                    |                              |
| Expedition 14 | Sunita L. Williams                                                     | 10 december 2006 01:47 UTC                                           | STS-116                                              | Överförd till Expedition 15                               | Överförd till Expedition 15                               | Överförd till Expedition 15                               |                              |
| Expedition 15 |                                                                        | Fjodor Jurtjichin Oleg Kotov                                         | 7 april 2007 17:31 UTC                               | Sojuz TMA-10                                              | 21 oktober 2007 10:36 UTC                                 | Sojuz TMA-10                                              | 196.71                       |
| Expedition 15 | Sunita L. Williams                                                     | Överförda från Expedition 14                                         | Överförda från Expedition 14                         | 22 juni 2007 19:49 UTC                                    | STS-117                                                   | 194.75                                                    |                              |
| Expedition 15 | Clayton C. Anderson                                                    | 8 juni 2007 23:38 UTC                                                | STS-117                                              | Överförd till Expedition 16                               | Överförd till Expedition 16                               | Överförd till Expedition 16                               |                              |
| Expedition 16 |                                                                        | Peggy A. Whitson Jurij Malentjenko                                   | 10 oktober 2007 13:22 UTC                            | Sojuz TMA-11                                              | 19 april 2008 08:30 UTC                                   | Sojuz TMA-11                                              | 191.80                       |
| Expedition 16 | Clayton C. Anderson                                                    | Överförda från Expedition 15                                         | Överförda från Expedition 15                         | 7 november 2007 18:01 UTC                                 | STS-120                                                   | 151.77                                                    |                              |
| Expedition 16 | Daniel M. Tani                                                         | 23 oktober 2007 15:38 UTC                                            | STS-120                                              | 20 februari 2008 14:07 UTC                                | STS-122                                                   | 119.94                                                    |                              |
| Expedition 16 | Léopold Eyharts                                                        | 7 februari 2008 19:45 UTC                                            | STS-122                                              | 27 mars 2008 06:28 UTC                                    | STS-123                                                   | 48.55                                                     |                              |
| Expedition 16 | Garrett E. Reisman                                                     | 11 mars 2008 06:28 UTC                                               | STS-123                                              | Överförd till Expedition 17                               | Överförd till Expedition 17                               | Överförd till Expedition 17                               |                              |
| Expedition 17 |                                                                        | Sergej Volkov Oleg Kononenko                                         | 8 april 2008 11:16 UTC                               | Sojuz TMA-12                                              | 24 oktober 2008 03:37 UTC                                 | Sojuz TMA-12                                              | 198.68                       |
| Expedition 17 | Garrett E. Reisman                                                     | Överförda från Expedition 16                                         | Överförda från Expedition 16                         | 14 juni 2008 15:16 UTC                                    | STS-124                                                   | 95.37                                                     |                              |
| Expedition 17 | Gregory E. Chamitoff                                                   | 31 maj 2008 21:02 UTC                                                | STS-124                                              | Överförd till Expedition 18                               | Överförd till Expedition 18                               | Överförd till Expedition 18                               |                              |
| Expedition 18 |                                                                        | E. Michael Fincke Jurij Lontjakov                                    | 12 oktober 2008 07:01 UTC                            | Sojuz TMA-13                                              | 8 april 2009 07:16 UTC                                    | Sojuz TMA-13                                              | 178.01                       |
| Expedition 18 | Gregory E. Chamitoff                                                   | Överförda från Expedition 17                                         | Överförda från Expedition 17                         | 30 november 2008 21:25 UTC                                | STS-126                                                   | 183.02                                                    |                              |
| Expedition 18 | Sandra H. Magnus                                                       | 15 november 2008 00:55 UTC                                           | STS-126                                              | 28 mars 2009 19:13 UTC                                    | STS-119                                                   | 133.76                                                    |                              |
| Expedition 18 | Koichi Wakata                                                          | 15 mars 2009 23:43 UTC                                               | STS-119                                              | Överförd till Expedition 19                               | Överförd till Expedition 19                               | Överförd till Expedition 19                               |                              |
| Expedition 19 |                                                                        | Gennadij Padalka Michael R. Barratt                                  | 26 mars 2009 11:49 UTC                               | Sojuz TMA-14                                              | Överförda till Expedition 20                              | Överförda till Expedition 20                              | Överförda till Expedition 20 |
| Expedition 19 | Koichi Wakata                                                          | Överförda från Expedition 18                                         | Överförda från Expedition 18                         |                                                           | Överförda till Expedition 20                              | Överförda till Expedition 20                              | Överförda till Expedition 20 |
| Expedition 20 |                                                                        | Gennadij Padalka Michael R. Barratt                                  | Överförda från Expedition 19                         | Överförda från Expedition 19                              | 11 oktober 2009 04:32 UTC                                 | Sojuz TMA-14                                              | 198.70                       |
| Expedition 20 | Koichi Wakata                                                          | 31 juli 2009 14:48 UTC                                               | Överförda från Expedition 19                         | Överförda från Expedition 19                              | STS-127                                                   | 144.62                                                    |                              |
| Expedition 20 | Timothy L. Kopra                                                       | 15 juli 2009 22:03 UTC                                               | STS-127                                              | 12 september 2009 00:53 UTC                               | STS-128                                                   | 58.12                                                     |                              |
| Expedition 20 | Frank De Winne Roman Romanenko Robert B. Thirsk                        | 27 maj 2009 10:34 UTC                                                | Sojuz TMA-15                                         | Överförda till Expedition 21                              | Överförda till Expedition 21                              | Överförda till Expedition 21                              |                              |
| Expedition 20 | Nicole P. Stott                                                        | 29 augusti 2009 03:59 UTC                                            | STS-128                                              | Överförda till Expedition 21                              | Överförda till Expedition 21                              | Överförda till Expedition 21                              |                              |
| Expedition 21 |                                                                        | Frank De Winne Roman Romanenko Robert B. Thirsk                      | Överförda från Expedition 20                         | Överförda från Expedition 20                              | 1 december 2009 07:16 UTC                                 | Sojuz TMA-15                                              | 187.86                       |
| Expedition 21 | Nicole P. Stott                                                        | 27 november 2009 14:44 UTC                                           | Överförda från Expedition 20                         | Överförda från Expedition 20                              | STS-129                                                   | 90.45                                                     |                              |
| Expedition 21 | Jeffrey N. Williams Maksim Surajev                                     | 30 september 2009 07:14 UTC                                          | Sojuz TMA-16                                         | Överförda till Expedition 22                              | Överförda till Expedition 22                              | Överförda till Expedition 22                              |                              |
| Expedition 22 |                                                                        | Jeffrey N. Williams Maksim Surajev                                   | Överförda från Expedition 21                         | Överförda från Expedition 21                              | 18 mars 2010 11:24 UTC                                    | Sojuz TMA-16                                              | 169.04                       |
| Expedition 22 | Oleg Kotov Timothy J. Creamer Soichi Noguchi                           | 28 december 2009 21:52 UTC                                           | Sojuz TMA-17                                         | Överförda till Expedition 23                              | Överförda till Expedition 23                              | Överförda till Expedition 23                              |                              |
| Expedition 23 |                                                                        | Oleg Kotov Timothy J. Creamer Soichi Noguchi                         | Överförda från Expedition 22                         | Överförda från Expedition 22                              | 2 juni 2010 03:25 UTC                                     | Sojuz TMA-17                                              | 163.23                       |
| Expedition 23 | Aleksandr Skvortsov Michail Kornijenko Tracy E. Caldwell Dyson         | 2 april 2010 04:05 UTC                                               | Sojuz TMA-18                                         | Överförda till Expedition 24                              | Överförda till Expedition 24                              | Överförda till Expedition 24                              |                              |
| Expedition 24 |                                                                        | Aleksandr Skvortsov Michail Kornijenko Tracy E. Caldwell Dyson       | Överförda från Expedition 23                         | Överförda från Expedition 23                              | 25 september 2010 05:23 UTC                               | Sojuz TMA-18                                              | 176.05                       |
| Expedition 24 | Douglas H. Wheelock Shannon Walker Fjodor Jurtjichin                   | 15 juni 2010 21:35 UTC                                               | Sojuz TMA-19                                         | Överförda till Expedition 25                              | Överförda till Expedition 25                              | Överförda till Expedition 25                              |                              |
| Expedition 25 |                                                                        | Douglas H. Wheelock Shannon Walker Fjodor Jurtjichin                 | Överförda från Expedition 24                         | Överförda från Expedition 24                              | 26 november 2010 04:46 UTC                                | Sojuz TMA-19                                              | 163.30                       |
| Expedition 25 | Scott J. Kelly Aleksandr Kaleri Oleg Skripotjka                        | 7 oktober 2010 23:10 UTC                                             | Sojuz TMA-01M                                        | Överförda till Expedition 26                              | Överförda till Expedition 26                              | Överförda till Expedition 26                              |                              |
| Expedition 26 |                                                                        | Scott J. Kelly Aleksandr Kaleri Oleg Skripotjka                      | Överförda från Expedition 25                         | Överförda från Expedition 25                              | 16 mars 2011 07:54 UTC                                    | Sojuz TMA-01M                                             | 159.36                       |
| Expedition 26 | Dmitrij Kondratjev Catherine G. Coleman Paolo Nespoli                  | 15 december 2010 19:09 UTC                                           | Sojuz TMA-20                                         | Överförda till Expedition 27                              | Överförda till Expedition 27                              | Överförda till Expedition 27                              |                              |
| Expedition 27 |                                                                        | Dmitrij Kondratjev Catherine G. Coleman Paolo Nespoli                | Överförda från Expedition 26                         | Överförda från Expedition 26                              | 24 maj 2011 02:27 UTC                                     | Sojuz TMA-20                                              | 160.10                       |
| Expedition 27 | Andrej Borisenko Aleksandr Samokutiajev Ronald J. Garan                | 4 april 2011 22:18 UTC                                               | Sojuz TMA-21                                         | Överförda till Expedition 28                              | Överförda till Expedition 28                              | Överförda till Expedition 28                              |                              |
| Expedition 28 |                                                                        | Andrej Borisenko Aleksandr Samokutiajev Ronald J. Garan              | Överförda från Expedition 27                         | Överförda från Expedition 27                              | 16 september 2011 00:38 UTC                               | Sojuz TMA-21                                              | 164.10                       |
| Expedition 28 | Michael E. Fossum Sergej Volkov Satoshi Furukawa                       | 7 juni 2011 20:12 UTC                                                | Sojuz TMA-02M                                        | Överförda till Expedition 29                              | Överförda till Expedition 29                              | Överförda till Expedition 29                              |                              |
| Expedition 29 |                                                                        | Michael E. Fossum Sergej Volkov Satoshi Furukawa                     | Överförda från Expedition 28                         | Överförda från Expedition 28                              | 22 november 2011 02:26 UTC                                | Sojuz TMA-02M                                             | 167.26                       |
| Expedition 29 | Daniel C. Burbank Anton Sjkaplerov Anatolij Ivanisjin                  | 14 november 2011 04:14 UTC                                           | Sojuz TMA-22                                         | Överförda till Expedition 30                              | Överförda till Expedition 30                              | Överförda till Expedition 30                              |                              |
| Expedition 30 |                                                                        | Daniel C. Burbank Anton Sjkaplerov Anatolij Ivanisjin                | Överförda från Expedition 29                         | Överförda från Expedition 29                              | 27 april 2012 11:45 UTC                                   | Sojuz TMA-22                                              | 165.31                       |
| Expedition 30 | Oleg Kononenko Donald R. Pettit André Kuipers                          | 21 december 2011 13:16 UTC                                           | Sojuz TMA-03M                                        | Överförda till Expedition 31                              | Överförda till Expedition 31                              | Överförda till Expedition 31                              |                              |
| Expedition 31 |                                                                        | Oleg Kononenko Donald R. Pettit André Kuipers                        | Överförda från Expedition 30                         | Överförda från Expedition 30                              | 1 juli 2012 08:14 UTC                                     | Sojuz TMA-03M                                             | 192.83                       |
| Expedition 31 | Gennadij Padalka Sergej Revin Joseph M. Acaba                          | 15 maj 2012 03:01 UTC                                                | Sojuz TMA-04M                                        | Överförda till Expedition 32                              | Överförda till Expedition 32                              | Överförda till Expedition 32                              |                              |
| Expedition 32 |                                                                        | Gennadij Padalka Sergej Revin Joseph M. Acaba                        | Överförda från Expedition 31                         | Överförda från Expedition 31                              | 17 september 2012 02:53 UTC                               | Sojuz TMA-04M                                             | 124.99                       |
| Expedition 32 | Sunita L. Williams Jurij Malentjenko Akihiko Hoshide                   | 15 juli 2012 02:40 UTC                                               | Sojuz TMA-05M                                        | Överförda till Expedition 33                              | Överförda till Expedition 33                              | Överförda till Expedition 33                              |                              |
| Expedition 33 |                                                                        | Sunita L. Williams Jurij Malentjenko Akihiko Hoshide                 | Överförda från Expedition 32                         | Överförda från Expedition 32                              | 19 november 2012 01:56 UTC                                | Sojuz TMA-05M                                             | 126.97                       |
| Expedition 33 | Kevin A. Ford Oleg Novitskij Jevgenij Tarelkin                         | 23 oktober 2012 10:51 UTC                                            | Sojuz TMA-06M                                        | Överförda till Expedition 34                              | Överförda till Expedition 34                              | Överförda till Expedition 34                              |                              |
| Expedition 34 |                                                                        | Kevin A. Ford Oleg Novitskij Jevgenij Tarelkin                       | Överförda från Expedition 33                         | Överförda från Expedition 33                              | 15 mars 2013 03:06 UTC                                    | Sojuz TMA-06M                                             | 143.18                       |
| Expedition 34 | Chris Hadfield Roman Romanenko Thomas H. Marshburn                     | 19 december 2012 11:12 UTC                                           | Sojuz TMA-07M                                        | Överförda till Expedition 35                              | Överförda till Expedition 35                              | Överförda till Expedition 35                              |                              |
| Expedition 35 |                                                                        | Chris Hadfield Roman Romanenko Thomas H. Marshburn                   | Överförda från Expedition 34                         | Överförda från Expedition 34                              | 14 maj 2013 03:31 UTC                                     | Sojuz TMA-07M                                             | 145.64                       |
| Expedition 35 | Pavel Vinogradov Aleksandr Misurkin Christopher J. Cassidy             | 28 mars 2013 20:43 UTC                                               | Sojuz TMA-08M                                        | Överförda till Expedition 36                              | Överförda till Expedition 36                              | Överförda till Expedition 36                              |                              |
| Expedition 36 |                                                                        | Pavel Vinogradov Aleksandr Misurkin Christopher J. Cassidy           | Överförda från Expedition 35                         | Överförda från Expedition 35                              | 11 september 2013 02:58 UTC                               | Sojuz TMA-08M                                             | 166.25                       |
| Expedition 36 | Fjodor Jurtjichin Karen L. Nyberg Luca Parmitano                       | 28 maj 2013 20:31 UTC                                                | Sojuz TMA-09M                                        | Överförda till Expedition 37                              | Överförda till Expedition 37                              | Överförda till Expedition 37                              |                              |
| Expedition 37 |                                                                        | Fjodor Jurtjichin Karen L. Nyberg Luca Parmitano                     | Överförda från Expedition 36                         | Överförda från Expedition 36                              | 11 november 2013 02:49 UTC                                | Sojuz TMA-09M                                             | 166.25                       |
| Expedition 37 | Oleg Kotov Sergej Rjazanskij Michael S. Hopkins                        | 25 september 2013 20:58 UTC                                          | Sojuz TMA-10M                                        | Överförda till Expedition 38                              | Överförda till Expedition 38                              | Överförda till Expedition 38                              |                              |
| Expedition 38 |                                                                        | Oleg Kotov Sergej Rjazanskij Michael S. Hopkins                      | Överförda från Expedition 37                         | Överförda från Expedition 37                              | 11 mars 2014 03:24 UTC                                    | Sojuz TMA-10M                                             | 166.25                       |
| Expedition 38 | Koichi Wakata Michail Tiurin Richard A. Mastracchio                    | 6 november 2013 04:14 UTC                                            | Sojuz TMA-11M                                        | Överförda till Expedition 39                              | Överförda till Expedition 39                              | Överförda till Expedition 39                              |                              |
| Expedition 39 |                                                                        | Koichi Wakata Michail Tiurin Richard A. Mastracchio                  | Överförda från Expedition 38                         | Överförda från Expedition 38                              | 14 maj 2014 01:58 UTC                                     | Sojuz TMA-11M                                             | 187.91                       |
| Expedition 39 | Aleksandr Skvortsov Oleg Artemjev Steven R. Swanson                    | 25 mars 2014 21:17 UTC                                               | Sojuz TMA-12M                                        | Överförda till Expedition 40                              | Överförda till Expedition 40                              | Överförda till Expedition 40                              |                              |
| Expedition 40 |                                                                        | Steven R. Swanson Aleksandr Skvortsov Oleg Artemjev                  | Överförda från Expedition 39                         | Överförda från Expedition 39                              | 11 september 2014 02:23 UTC                               | Sojuz TMA-12M                                             | 169.20                       |
| Expedition 40 | Gregory R. Wiseman Maksim Surajev Alexander Gerst                      | 28 maj 2014 19:57 UTC                                                | Sojuz TMA-13M                                        | Överförda till Expedition 41                              | Överförda till Expedition 41                              | Överförda till Expedition 41                              |                              |
| Expedition 41 |                                                                        | Maksim Surajev Gregory R. Wiseman Alexander Gerst                    | Överförda från Expedition 40                         | Överförda från Expedition 40                              | 10 november 2014 03:58 UTC                                | Sojuz TMA-13M                                             | 165.33                       |
| Expedition 41 | Aleksandr Samokutiajev Jelena Serova Barry E. Wilmore                  | 25 september 2014 20:25 UTC                                          | Sojuz TMA-14M                                        | Överförda till Expedition 42                              | Överförda till Expedition 42                              | Överförda till Expedition 42                              |                              |
| Expedition 42 |                                                                        | Barry E. Wilmore Aleksandr Samokutiajev Jelena Serova                | Överförda från Expedition 41                         | Överförda från Expedition 41                              | 12 mars 2015 2:07 UTC                                     | Sojuz TMA-14M                                             | 167.25                       |
| Expedition 42 | Anton Sjkaplerov Samantha Cristoforetti Terry W. Virts                 | 23 november 2014 21:01 UTC                                           | Sojuz TMA-15M                                        | Överförda till Expedition 43                              | Överförda till Expedition 43                              | Överförda till Expedition 43                              |                              |
| Expedition 43 |                                                                        | Terry W. Virts Anton Sjkaplerov Samantha Cristoforetti               | Överförda från Expedition 42                         | Överförda från Expedition 42                              | 11 juni 2015 13:44 UTC                                    | Sojuz TMA-15M                                             | 199.70                       |
| Expedition 43 | Gennadij Padalka                                                       | 27 mars 2015 19:42 UTC                                               | Sojuz TMA-16M                                        | Överförd till Expedition 44                               | Överförd till Expedition 44                               | Överförd till Expedition 44                               |                              |
| Expedition 43 | Michail Kornijenko Scott J. Kelly                                      | 27 mars 2015 19:42 UTC                                               | Sojuz TMA-16M                                        | Överförda till Expeditions 44, 45 och 46 one year mission | Överförda till Expeditions 44, 45 och 46 one year mission | Överförda till Expeditions 44, 45 och 46 one year mission |                              |
| Expedition 44 |                                                                        | Gennadij Padalka                                                     | Överförda från Expedition 43                         | Överförda från Expedition 43                              | 12 september 2015 00:51 UTC                               | Sojuz TMA-16M                                             | 169                          |
| Expedition 44 | Michail Kornijenko Scott J. Kelly                                      | Överförda till Expedition 45 och 46 one year mission                 | Överförda till Expedition 45 och 46 one year mission | Överförda till Expedition 45 och 46 one year mission      |                                                           |                                                           |                              |
| Expedition 44 | Oleg Kononenko Kimiya Yui Kjell N. Lindgren                            | 22 juli 2015 21:02 UTC                                               | Sojuz TMA-17M                                        | Överförda till Expedition 45                              | Överförda till Expedition 45                              | Överförda till Expedition 45                              |                              |
| Expedition 45 |                                                                        | Scott J. Kelly Michail Kornijenko                                    | Överförda från Expedition 44                         | Överförda från Expedition 44                              | Överförda till Expedition 46                              | Överförda till Expedition 46                              | Överförda till Expedition 46 |
| Expedition 45 | Oleg Kononenko Kimiya Yui Kjell N. Lindgren                            | 11 december 2015 13:12 UTC                                           | Överförda från Expedition 44                         | Överförda från Expedition 44                              | Sojuz TMA-17M                                             | 141.66                                                    |                              |
| Expedition 45 | Sergej Volkov                                                          | 2 september 2015 04:37 UTC                                           | Sojuz TMA-18M                                        | Överförd till Expedition 46                               | Överförd till Expedition 46                               | Överförd till Expedition 46                               |                              |
| Expedition 46 |                                                                        | Scott J. Kelly Michail Kornijenko                                    | Överförda från Expedition 45                         | Överförda från Expedition 45                              | 2 mars 2016 04:25:27 UTC                                  | Sojuz TMA-18M                                             | 340                          |
| Expedition 46 | Sergej Volkov                                                          | 181                                                                  | Överförda från Expedition 45                         | Överförda från Expedition 45                              | 2 mars 2016 04:25:27 UTC                                  | Sojuz TMA-18M                                             |                              |
| Expedition 46 | Jurij Malentjenko Timothy Peake Timothy Kopra                          | 15 december 2015 11:03 UTC                                           | Sojuz TMA-19M                                        | Överförda till Expedition 47                              | Överförda till Expedition 47                              | Överförda till Expedition 47                              |                              |
| Expedition 47 |                                                                        | Jurij Malentjenko Timothy Peake Timothy Kopra                        | Överförda från Expedition 46                         | Överförda från Expedition 46                              | 18 juni 2016 9:15 UTC                                     | Sojuz TMA-19M                                             | 185.91                       |
| Expedition 47 | Aleksej Ovtjinin Oleg Skripotjka Jeffrey Williams                      | 18 mars 2016 21:26:38 UTC                                            | Sojuz TMA-20M                                        | Överförda till Expedition 48                              | Överförda till Expedition 48                              | Överförda till Expedition 48                              |                              |
| Expedition 48 |                                                                        | Jeffrey Williams Oleg Skripotjka Aleksej Ovtjinin                    | Överförda från Expedition 47                         | Överförda från Expedition 47                              | 6 september 2016                                          | Sojuz TMA-20M                                             | 172                          |
| Expedition 48 | Anatolij Ivanisjin Takuya Onishi Kathleen Rubins                       | 7 juli 2016 01:36 UTC                                                | Sojuz MS-01                                          | Överförda till Expedition 49                              | Överförda till Expedition 49                              | Överförda till Expedition 49                              |                              |
| Expedition 49 |                                                                        | Anatolij Ivanisjin Takuya Onishi Kathleen Rubins                     | Överförda från Expedition 48                         | Överförda från Expedition 48                              | 30 oktober 2016                                           | Sojuz MS-01                                               | 115                          |
| Expedition 49 | Robert S. Kimbrough Andrej Borisenko Sergej Ryzjikov                   | 19 oktober 2016                                                      | Sojuz MS-02                                          | Överförda till Expedition 50                              | Överförda till Expedition 50                              | Överförda till Expedition 50                              |                              |
| Expedition 50 |                                                                        | Shane Kimbrough Andrej Borisenko Sergej Ryzjikov                     | Överförad från Expedition 49                         | Överförad från Expedition 49                              | 10 april 2017                                             | Sojuz MS-02                                               | 173                          |
| Expedition 50 | Peggy A. Whitson Oleg Novitskij Thomas Pesquet                         | 17 november 2016                                                     | Sojuz MS-03                                          | Överförda till Expedition 51                              | Överförda till Expedition 51                              | Överförda till Expedition 51                              |                              |
| Expedition 51 |                                                                        | Peggy A. Whitson                                                     | Överförda från Expedition 50                         | Överförda från Expedition 50                              | Överförd till Expedition 52                               | Överförd till Expedition 52                               | Överförd till Expedition 52  |
| Expedition 51 | Oleg Novitskij Thomas Pesquet                                          | 2 juni 2017                                                          | Överförda från Expedition 50                         | Överförda från Expedition 50                              | Sojuz MS-03                                               | 192                                                       |                              |
| Expedition 51 | Fjodor Jurtjichin Jack D. Fischer                                      | 20 april 2017                                                        | Sojuz MS-04                                          | Överförda till Expedition 52                              | Överförda till Expedition 52                              | Överförda till Expedition 52                              |                              |
| Expedition 52 |                                                                        | Fjodor Jurtjichin Jack D. Fischer                                    | Överförda från Expedition 51                         | Överförda från Expedition 51                              | 3 september 2017                                          | Sojuz MS-04                                               | 135,3                        |
| Expedition 52 | Peggy A. Whitson                                                       | 289,1                                                                | Överförda från Expedition 51                         | Överförda från Expedition 51                              | 3 september 2017                                          | Sojuz MS-04                                               |                              |
| Expedition 52 | Randolph Bresnik Paolo Nespoli Sergej Rjazanskij                       | 28 juli 2017                                                         | Sojuz MS-05                                          | Överförda till Expedition 53                              | Överförda till Expedition 53                              | Överförda till Expedition 53                              |                              |
| Expedition 53 |                                                                        | Randolph Bresnik Paolo Nespoli Sergej Rjazanskij                     | Överförda från Expedition 52                         | Överförda från Expedition 52                              | 14 december 2017                                          | Sojuz MS-05                                               | 139                          |
| Expedition 53 | Mark Vande Hei Aleksandr Misurkin Joseph Acaba                         | 12 september 2017 21:17 UTC                                          | Sojuz MS-06                                          | Överförda till Expedition 54                              | Överförda till Expedition 54                              | Överförda till Expedition 54                              |                              |
| Expedition 54 |                                                                        | Aleksandr Misurkin Mark Vande Hei Joseph M. Acaba                    | Överförda från Expedition 53                         | Överförda från Expedition 53                              | 27 februari 2018                                          | Sojuz MS-06                                               | 168                          |
| Expedition 54 | Anton Sjkaplerov Scott D. Tingle Norishige Kanai                       | 17 december 2017 07:21 UTC                                           | Sojuz MS-07                                          | Överförda till Expedition 55                              | Överförda till Expedition 55                              | Överförda till Expedition 55                              |                              |
| Expedition 55 |                                                                        | Anton Sjkaplerov Scott D. Tingle Norishige Kanai                     | Överförda från Expedition 54                         | Överförda från Expedition 54                              | 3 juni 2018                                               | Sojuz MS-07                                               | 168                          |
| Expedition 55 | Andrew Feustel Oleg Artemjev Richard Arnold                            | 23 mars 2018 17:44 UTC                                               | Sojuz MS-08                                          | Överförda till Expedition 56                              | Överförda till Expedition 56                              | Överförda till Expedition 56                              |                              |
| Expedition 56 |                                                                        | Andrew Feustel Oleg Artemjev Richard Arnold                          | Överförda från Expedition 55                         | Överförda från Expedition 55                              | 4 oktober 2018, 11:44:45 UTC                              | Sojuz MS-08                                               | 196                          |
| Expedition 56 | Sergej Prokopjev Alexander Gerst Serena Auñón                          | 6 juni 2018, 11:12 UTC                                               | Sojuz MS-09                                          | Överförda till Expedition 57                              | Överförda till Expedition 57                              | Överförda till Expedition 57                              |                              |
| Expedition 57 |                                                                        | Alexander Gerst Serena Auñón Sergej Prokopjev                        | Överförda från Expedition 56                         | Överförda från Expedition 56                              | 20 december 2018, 05:02 UTC                               | Sojuz MS-09                                               | 197                          |
| Expedition 57 | Oleg Kononenko David Saint-Jacques Anne McClain                        | 3 december 2018                                                      | Sojuz MS-11                                          | Överförda till Expedition 58                              | Överförda till Expedition 58                              | Överförda till Expedition 58                              |                              |
| Expedition 58 |                                                                        | Oleg Kononenko David Saint-Jacques Anne McClain                      | Överförda från Expedition 57                         | Överförda från Expedition 57                              | Överförda till Expedition 59                              | Överförda till Expedition 59                              | Överförda till Expedition 59 |
| Expedition 59 |                                                                        | Oleg Kononenko David Saint-Jacques Anne McClain                      | Överförda från Expedition 58                         | Överförda från Expedition 58                              | 25 juni 2019 02:47:50 UTC                                 | Sojuz MS-11                                               | 203                          |
| Expedition 59 | Aleksej Ovtjinin Nick Hague                                            | 14 mars 2019 19:14 UTC                                               | Sojuz MS-12                                          | Överförd till Expedition 60                               | Överförd till Expedition 60                               | Överförd till Expedition 60                               |                              |
| Expedition 59 | Christina Koch                                                         | 14 mars 2019 19:14 UTC                                               | Sojuz MS-12                                          | Överförda till Expedition 60 och 61                       | Överförda till Expedition 60 och 61                       | Överförda till Expedition 60 och 61                       |                              |
| Expedition 60 |                                                                        | Aleksej Ovtjinin Nick Hague                                          | Överförd från Expedition 59                          | Överförd från Expedition 59                               | 3 oktober 2019 10:59 UTC                                  | Sojuz MS-12                                               | 202                          |
| Expedition 60 | Christina Koch                                                         | Överförd till Expedition 61                                          | Överförd till Expedition 61                          | Överförd till Expedition 61                               |                                                           |                                                           |                              |
| Expedition 60 | Aleksandr Skvortsov Luca Parmitano Drew Morgan                         | Överförd till Expedition 61                                          | Överförd till Expedition 61                          | Överförd till Expedition 61                               | 20 juli 2019 16:28:21 UTC                                 | Sojuz MS-13                                               |                              |
| Expedition 61 |                                                                        | Luca Parmitano Aleksandr Skvortsov                                   | Överförda från Expedition 60                         | Överförda från Expedition 60                              | 6 februari 2020 05:50 UTC                                 | Sojuz MS-13                                               | 200                          |
| Expedition 61 | Christina Koch                                                         | 328                                                                  | Överförda från Expedition 60                         | Överförda från Expedition 60                              | 6 februari 2020 05:50 UTC                                 | Sojuz MS-13                                               |                              |
| Expedition 61 | Drew Morgan                                                            | Överförda till Expedition 62                                         | Överförda till Expedition 62                         | Överförda till Expedition 62                              |                                                           |                                                           |                              |
| Expedition 61 | Oleg Skripotjka Jessica Meir                                           | Överförda till Expedition 62                                         | Överförda till Expedition 62                         | Överförda till Expedition 62                              | 25 september 2019 13:57:43 UTC                            | Sojuz MS-15                                               |                              |
| Expedition 62 |                                                                        | Oleg Skripotjka Jessica Meir                                         | Överförda från Expedition 61                         | Överförda från Expedition 61                              | 17 april 2020 05:16 UTC                                   | Sojuz MS-15                                               | 205                          |
| Expedition 62 | Drew Morgan                                                            | 272                                                                  | Överförda från Expedition 61                         | Överförda från Expedition 61                              | 17 april 2020 05:16 UTC                                   | Sojuz MS-15                                               |                              |
| Expedition 62 | Anatolij Ivanisjin Ivan Vagner Christopher Cassidy                     | 9 april 2020 08:05 UTC                                               | Sojuz MS-16                                          | Överförda till Expedition 63                              | Överförda till Expedition 63                              | Överförda till Expedition 63                              |                              |
| Expedition 63 |                                                                        | Christopher Cassidy Anatolij Ivanisjin Ivan Vagner                   | Överförda från Expedition 62                         | Överförda från Expedition 62                              | 21 oktober 2020 23:32 UTC                                 | Sojuz MS-16                                               | 195                          |
| Expedition 63 | Doug Hurley Bob Behnken                                                | 30 maj 2020, 19:22:45 UTC                                            | SpX-DM2                                              | 2 augusti 2020 18:48:06 UTC                               | SpX-DM2                                                   | 64                                                        |                              |
| Expedition 63 | Sergej Ryzjikov Sergej Kud-Svertjkov Kathleen Rubins                   | 14 oktober 2020 05:45:04 UTC                                         | Sojuz MS-17                                          | Överförda till Expedition 64                              | Överförda till Expedition 64                              | Överförda till Expedition 64                              |                              |
| Expedition 64 |                                                                        | Sergej Ryzjikov Sergej Kud-Svertjkov Kathleen Rubins                 | Överförda från Expedition 63                         | Överförda från Expedition 63                              | 17 april 2021 04:55 UTC                                   | Sojuz MS-17                                               | 185                          |
| Expedition 64 | Michael S. Hopkins Victor J. Glover Soichi Noguchi Shannon Walker      | 16 november 2020 00:27:15 UTC                                        | SpaceX Crew-1                                        | Överförda till Expedition 65                              | Överförda till Expedition 65                              | Överförda till Expedition 65                              |                              |
| Expedition 64 | Oleg Novitskij Pjotr Dubrov Mark Vande Hei                             | 9 april 2021 07:42:41 UTC                                            | Sojuz MS-18                                          | Överförda till Expedition 65                              | Överförda till Expedition 65                              | Överförda till Expedition 65                              |                              |
| Expedition 65 |                                                                        | Michael S. Hopkins Victor J. Glover Soichi Noguchi Shannon Walker    | Överförda från Expedition 64                         | Överförda från Expedition 64                              | 2 maj 2021 06:56:33 UTC                                   | SpaceX Crew-1                                             | 167                          |
| Expedition 65 | Oleg Novitskij                                                         | 17 oktober 2021 01:14:05 UTC                                         | Överförda från Expedition 64                         | Överförda från Expedition 64                              | Sojuz MS-18                                               | 191                                                       |                              |
| Expedition 65 | Pjotr Dubrov Mark Vande Hei                                            | Överförda till Expedition 66                                         | Överförda till Expedition 66                         | Överförda till Expedition 66                              |                                                           |                                                           |                              |
| Expedition 65 | Shane Kimbrough K. Megan McArthur Akihiko Hoshide Thomas Pesquet       | Överförda till Expedition 66                                         | Överförda till Expedition 66                         | Överförda till Expedition 66                              | 23 april 2021 09:49:02 UTC                                | SpaceX Crew-2                                             |                              |
| Expedition 65 | Anton Sjkaplerov                                                       | Överförda till Expedition 66                                         | Överförda till Expedition 66                         | Överförda till Expedition 66                              | 5 oktober 2021 08:55:02 UTC                               | Sojuz MS-19                                               |                              |
| Expedition 66 |                                                                        | Shane Kimbrough K. Megan McArthur Akihiko Hoshide Thomas Pesquet     | Överförda från Expedition 65                         | Överförda från Expedition 65                              | 8 november 2021 19:05 UTC                                 | SpaceX Crew-2                                             | 199                          |
| Expedition 66 | Anton Sjkaplerov                                                       | 30 mars 2022 07:21:03 UTC                                            | Överförda från Expedition 65                         | Överförda från Expedition 65                              | Sojuz MS-19                                               | 176                                                       |                              |
| Expedition 66 | Pjotr Dubrov Mark Vande Hei                                            | 30 mars 2022 07:21:03 UTC                                            | Överförda från Expedition 65                         | Överförda från Expedition 65                              | Sojuz MS-19                                               | 355                                                       |                              |
| Expedition 66 | Raja Chari Thomas Marshburn Matthias Maurer Kayla Barron               | 11 november 2021 02:03:30 UTC                                        | SpaceX Crew-3                                        | Överförda till Expedition 67                              | Överförda till Expedition 67                              | Överförda till Expedition 67                              |                              |
| Expedition 66 | Oleg Artemjev Denis Matvejev Sergej Korsakov                           | 18 mars 2022 15:55:18 UTC                                            | Sojuz MS-21                                          | Överförda till Expedition 67                              | Överförda till Expedition 67                              | Överförda till Expedition 67                              |                              |
| Expedition 67 |                                                                        | Raja Chari Thomas Marshburn Matthias Maurer Kayla Barron             | Överförda från Expedition 66                         | Överförda från Expedition 66                              | 6 maj 2022 04:43 UTC                                      | SpaceX Crew-3                                             | 176                          |
| Expedition 67 | Oleg Artemjev Denis Matvejev Sergej Korsakov                           | 29 september 2022 10:57 UTC                                          | Överförda från Expedition 66                         | Överförda från Expedition 66                              | Sojuz MS-21                                               | 194                                                       |                              |
| Expedition 67 | Kjell Lindgren Bob Hines Samantha Cristoforetti Jessica Watkins        | 27 april 2022 07:52:55 UTC                                           | SpaceX Crew-3                                        | Överförda till Expedition 68                              | Överförda till Expedition 68                              | Överförda till Expedition 68                              |                              |
| Expedition 67 | Sergej Prokopjev Dmitrij Petelin Francisco Rubio                       | 21 september 2022 13:54 UTC                                          | Sojuz MS-22                                          | Överförda till Expedition 68                              | Överförda till Expedition 68                              | Överförda till Expedition 68                              |                              |
| Expedition 68 |                                                                        | Kjell Lindgren Bob Hines Samantha Cristoforetti Jessica Watkins      | Överförda från Expedition 67                         | Överförda från Expedition 67                              | 14 oktober 2022 20:55 UTC                                 | SpaceX Crew-4                                             | 170                          |
| Expedition 68 | Sergej Prokopjev Dmitrij Petelin Francisco Rubio                       | Överförda till Expedition 69                                         | Överförda till Expedition 69                         | Överförda till Expedition 69                              |                                                           |                                                           |                              |
| Expedition 68 | Nicole Aunapu Mann Josh A. Cassada Koichi Wakata Anna Kikina           | 6 oktober 2022 16:00:57 UTC                                          | SpaceX Crew-5                                        | 11 mars 2023 07:21 UTC                                    | SpaceX Crew-5                                             | 157                                                       |                              |
| Expedition 68 | Stephen G. Bowen Warren Hoburg Sultan Al Neyadi Andrej Fedjajev        | 2 mars 2023 05:34:14 UTC                                             | SpaceX Crew-6                                        | Överförda till Expedition 69                              | Överförda till Expedition 69                              | Överförda till Expedition 69                              |                              |
| Expedition 69 |                                                                        | Sergej Prokopjev Dmitrij Petelin Francisco Rubio                     | Överförda från Expedition 68                         | Överförda från Expedition 68                              | 27 september 2023 07:54 UTC                               | Sojuz MS-23                                               | 371                          |
| Expedition 69 | Stephen G. Bowen Warren Hoburg Sultan Al Neyadi Andrej Fedjajev        | 3 september 2023 11:05 UTC                                           | Överförda från Expedition 68                         | Överförda från Expedition 68                              | SpaceX Crew-6                                             | 186                                                       |                              |
| Expedition 69 | Jasmin Moghbeli Andreas Mogensen Satoshi Furukawa Konstantin Borisov   | 27 augusti 2023 13:16 UTC                                            | SpaceX Crew-7                                        | Överförda till Expedition 70                              | Överförda till Expedition 70                              | Överförda till Expedition 70                              |                              |
| Expedition 69 | Oleg Kononenko Nikolaj Tjub Loral O'Hara                               | 15 september 2023 18:53 UTC                                          | Sojuz MS-24                                          | Överförda till Expedition 70                              | Överförda till Expedition 70                              | Överförda till Expedition 70                              |                              |
| Expedition 70 |                                                                        | Jasmin Moghbeli Andreas Mogensen Satoshi Furukawa Konstantin Borisov | Överförda från Expedition 69                         | Överförda från Expedition 69                              | 11 mars 2024 15:20 UTC                                    | SpaceX Crew-7                                             | 199                          |
| Expedition 70 | Loral O'Hara                                                           | 6 april 2024 03:54 UTC                                               | Överförda från Expedition 69                         | Överförda från Expedition 69                              | Sojuz MS-24                                               | 204                                                       |                              |
| Expedition 70 | Oleg Kononenko Nikolaj Tjub                                            | Överförda till Expedition 71                                         | Överförda till Expedition 71                         | Överförda till Expedition 71                              |                                                           |                                                           |                              |
| Expedition 70 | Matthew Dominick Michael Barratt Jeanette J. Epps Aleksandr Grebjonkin | Överförda till Expedition 71                                         | Överförda till Expedition 71                         | Överförda till Expedition 71                              | 5 mars 2024 07:28 UTC                                     | SpaceX Crew-8                                             |                              |
| Expedition 70 | Tracy Caldwell-Dyson                                                   | Överförda till Expedition 71                                         | Överförda till Expedition 71                         | Överförda till Expedition 71                              | 25 mars 2024 15:03 UTC                                    | Sojuz MS-25                                               |                              |

## Pågående
| Expedition    | Insignia                                                    | Besättning                                                             | Uppskjutning                 | Uppskjutning                 | Landning                     | Landning                     | Färdtid (dagar) |
| Expedition    | Insignia                                                    | Besättning                                                             | Datum                        | Farkost                      | Datum                        | Farkost                      | Färdtid (dagar) |
| ------------- | ----------------------------------------------------------- | ---------------------------------------------------------------------- | ---------------------------- | ---------------------------- | ---------------------------- | ---------------------------- | --------------- |
| Expedition 71 |                                                             | Matthew Dominick Michael Barratt Jeanette J. Epps Aleksandr Grebjonkin | Överförda från Expedition 70 | Överförda från Expedition 70 | augusti 2024                 | SpaceX Crew-8                |                 |
| Expedition 71 | Oleg Kononenko Nikolaj Tjub                                 | september 2024                                                         | Överförda från Expedition 70 | Överförda från Expedition 70 | Sojuz MS-25                  |                              |                 |
| Expedition 71 | Tracy Caldwell-Dyson                                        | september 2024                                                         | Överförda från Expedition 70 | Överförda från Expedition 70 | Sojuz MS-25                  |                              |                 |
| Expedition 71 | Zena Cardman Nick Hague Stephanie Wilson Aleksandr Gorbunov | augusti 2024                                                           | SpaceX Crew-9                | Överförda till Expedition 72 | Överförda till Expedition 72 | Överförda till Expedition 72 |                 |
| Expedition 71 | Aleksej Ovtjinin Ivan Vagner Donald Pettit                  | september 2024                                                         | Sojuz MS-26                  | Överförda till Expedition 72 | Överförda till Expedition 72 | Överförda till Expedition 72 |                 |

Kursiv = Befälhavare